# A Coruña Airport
A Coruña Airport är en flygplats i Spanien.   Den ligger i provinsen Provincia da Coruña och regionen Galicien, i den nordvästra delen av landet, 500 km nordväst om huvudstaden Madrid. A Coruña Airport ligger 99 meter över havet.
Terrängen runt A Coruña Airport är platt åt nordost, men åt sydväst är den kuperad. Runt A Coruña Airport är det ganska tätbefolkat, med 104 invånare per kvadratkilometer. Närmaste större samhälle är A Coruña, 7,8 km norr om A Coruña Airport. Omgivningarna runt A Coruña Airport är en mosaik av jordbruksmark och naturlig växtlighet.